# .cm
cm. هو النطاق الأعلى في ترميز الدولة للمواقع التي تنتمي للكاميرون.
المُسجل الأساسي لهذا النطاق هي مؤسسة Netcom.cm، وهي موجود في ياوندي عاصمة الكاميرون. مؤسسة Netcom.cm تم إنشائها في بدايات عام 2008 كشريك ANTIC وهو الموزع الأساسي لبيانات المعلومات في الكاميرون. في 15 أكتوبر عام 2008 NETCOM.cm أطلقت خدمة التسجيل لكل من النطاقات التالية:
- .com.cm
- .co.cm
- .net.cm.

النسخة الحالية من النطاق .cm اطلقت في 27 أغسطس 2009.

## التاريخ
في أغسطس 2007، ذكر أن مُسجل نطاق .cm قد وضع محول روابط عالمي، لذ كل النطاقات غير المسجلة في هذا النطاق الأعلى في ترميز الدولة يتم إعادة تحويلها إليه.